# Marek Rozenbaum
Marek Rozenbaum (hebr. ‏מרק רוזנבאום‎; ur. 1952) – polsko-izraelski producent filmowy i reżyser żydowskiego pochodzenia. Należy do najbardziej uznanych i cenionych producentów filmowych w Izraelu.

## Życiorys
Urodził się w Polsce. W 1969 po antysemickiej nagonce, będącej następstwem wydarzeń marcowych, wyemigrował do Izraela i osiadł w Tel Awiwie. Ukończył studia na Wydziale Filmu i Wydziale Prac Społecznych Uniwersytetu Telawiwskiego. W 1988 założył firmę producencką Transfax. Jest przewodniczącym Rady Filmu i Telewizji przy Izraelskim Instytucie Exportu. Od 2005 jest również przewodniczącym Izraelskiej Akademii Filmowej. Przez 6 lat był przewodniczącym Izraelskiego Stowarzyszenia Producentów Filmowych i Telewizyjnych, zaś do dziś zasiada w Radzie tego Stowarzyszenia. Jego syn Jonathan jest reżyserem.

## Kariera
Marek Rozenbaum wyprodukował ponad 25 filmów fabularnych i wyreżyserował dwa. Są wśród nich międzynarodowe koprodukcje wielokrotnie nagradzane na najważniejszych festiwalach filmowych na świecie. Oprócz tego wyprodukował ponad 40 filmów dokumentalnych, 7 spektakli teatralnych dla telewizji izraelskiej oraz ponad 80 filmów reklamowych i programów telewizyjnych.
| - 2007: Tehilim - 2005: Blisko domu - 2005: Żyj i stań się - 2004: Wziąć sobie żonę - 2004: Avanim - 2004: Or - 2000: Haboleshet Hokeret - 1999: Nekama Yehudit - 1996: Clara Hakedosha - 1993: La Femme du déserteur - 1992: Obywatel amerykański - 1989: Berlin-Yerushalaim | - 2004: Lirkod - 2000: Haboleshet Hokeret - 2005: Besiman Venus - 2000: Haboleshet Hokeret |